# Mark Adair
Mark Richard Adair (* 27. März 1996 in Holywood, Vereinigtes Königreich) ist ein irischer Cricketspieler, der seit 2019 für die irische Nationalmannschaft spielt.

## Kindheit und Ausbildung
Die Familie von Adair ist sportlich geprägt. Sein Vater war Fußballspieler und sein Bruder, Ross Adair spielte Rugby und später Cricket. Auch Adair spielte zunächst vornehmlich Rugby, bevor er im Jahr 2013 ein Angebot von Warwickshire für ein Probetraining bekam. Er durchlief weiter die irischen Jugendmannschaften und gab im Jahr 2015 für Warwickshire sein First-Class-Debüt.

## Aktive Karriere
Sein Debüt in der irischen Nationalmannschaft gab er im Mai 2019 in einem ODI gegen England. Später im Monat in der ODI-Serie gegen Afghanistan konnte er im ersten Spiel 4 Wickets für 19 Runs und im zweiten 3 Wickets für 71 Runs erzielen. Im Verlauf des Sommers spielte er mit dem Team gegen Simbabwe und konnte dort im ersten ODI 4 Wickets für 73 Runs erreichen. Auch spielte er bei der Tour seine ersten Twenty20s und konnte dabei in seinem ersten Spiel 4 Wickets für 40 Runs erreichen. In der Folge konnte er sich im Team etablieren. Bei einem Fünf-Nationen-Turnier in Oman im Oktober 2019 erzielte er gegen Nepal 3 Wickets für 22 Runs. Beim ICC Men’s T20 World Cup Qualifier 2019 konnte er dann gegen Jersey 3 Wickets für 10 Runs erreichen und wurde dafür als Spieler des Spiels ausgezeichnet.
Im Sommer 2021 konnte er beim ersten Twenty20 gegen Südafrika 3 Wickets für 10 Runs erreichen. Bei der folgenden Tour gegen Simbabwe konnte er zweimal drei Wickets (3/11 und 3/23) und einmal vier Wickets (4/23) in den Twenty20s erzielen. Beim ICC Men’s T20 World Cup 2021 konnte er gegen die Niederlande 3 Wickets für 9 Runs erreichen. Im Januar 2022 konnte er auf der Tour in den West Indies 3 Wickets für 38 Runs im ersten ODI erreichen. Bei einem Vier-Nationen-Turnier in Oman im Februar 2022 erzielte er 3 Wickets für 25 Runs gegen den Gastgeber.